# کومی ساکوما
کومی ساکوما (انگلیسی: Kumi Sakuma؛ زادهٔ ۲ نوامبر ۱۹۷۶) صداپیشه، خواننده، و بازیگر اهل ژاپن است.